# IHL 1957/58
Die Saison 1957/58 war die 13. reguläre Saison der International Hockey League. Während der regulären Saison bestritten die sechs Teams jeweils 64 Spiele. In den Play-offs setzten sich die Indianapolis Chiefs durch und gewannen den ersten Turner Cup in ihrer Vereinsgeschichte.

## Teamänderungen
Folgende Änderungen wurden vor Beginn der Saison vorgenommen:
- Die Huntington Hornets wurden nach Louisville, Kentucky, umgesiedelt und spielten fortan unter dem Namen Louisville Rebels.

## Reguläre Saison

### Abschlusstabelle
Abkürzungen: GP = Spiele, W = Siege, L = Niederlagen, T = Unentschieden, OTL = Niederlage nach Overtime, GF = Erzielte Tore, GA = Gegentore, Pts = Punkte
|                     | GP | W  | L  | T | GF  | GA  | Pts |
| ------------------- | -- | -- | -- | - | --- | --- | --- |
| Cincinnati Mohawks  | 64 | 43 | 16 | 5 | 303 | 176 | 91  |
| Fort Wayne Komets   | 64 | 28 | 28 | 8 | 213 | 224 | 64  |
| Louisville Rebels   | 64 | 30 | 31 | 3 | 239 | 263 | 63  |
| Indianapolis Chiefs | 64 | 28 | 30 | 6 | 209 | 208 | 62  |
| Toledo Mercurys     | 64 | 26 | 32 | 6 | 214 | 248 | 58  |
| Troy Bruins         | 64 | 20 | 38 | 6 | 192 | 251 | 46  |

## Turner-Cup-Playoffs
|  | Turner-Cup-Halbfinale | Turner-Cup-Halbfinale | Turner-Cup-Halbfinale |  |  | Turner-Cup-Finale | Turner-Cup-Finale   | Turner-Cup-Finale |
|  |                       |                       |                       |  |  |                   |                     |                   |
|  |                       |                       |                       |  |  |                   |                     |                   |
|  | 1                     | Cincinnati Mohawks    | 1                     |  |  |                   |                     |                   |
|  | 3                     | Louisville Rebels     | 3                     |  |  |                   |                     |                   |
|  |                       |                       |                       |  |  | 3                 | Louisville Rebels   | 3                 |
|  |                       |                       |                       |  |  | 4                 | Indianapolis Chiefs | 4                 |
|  | 2                     | Fort Wayne Komets     | 1                     |  |  |                   |                     |                   |
|  | 4                     | Indianapolis Chiefs   | 3                     |  |  |                   |                     |                   |
|  |                       |                       |                       |  |  |                   |                     |                   |

## Vergebene Trophäen

### Mannschaftstrophäen
| Auszeichnung                                          | Team                |
| ----------------------------------------------------- | ------------------- |
| Turner Cup Gewinner der IHL-Playoffs                  | Indianapolis Chiefs |
| Fred A. Huber Trophy Bestes Team der regulären Saison | Cincinnati Mohawks  |

### Individuelle Trophäen
| Auszeichnung                                                       | Spieler         | Team                |
| ------------------------------------------------------------------ | --------------- | ------------------- |
| James Gatschene Memorial Trophy MVP der regulären Saison           | Pierre Brillant | Indianapolis Chiefs |
| George H. Wilkinson Trophy Bester Scorer                           | Warren Haynes   | Cincinnati Mohawks  |
| James Norris Memorial Trophy Torhüter mit den wenigsten Gegentoren | Glenn Ramsay    | Cincinnati Mohawks  |